# Stenus melanopus
Stenus melanopus – gatunek chrząszcza z rodziny kusakowatych i podrodziny myśliczków (Steninae).
Gatunek ten został opisany w 1802 roku przez Thomasa Marshama jako Staphylinus melanopus.
Chrząszcz o połyskującym, grubo punktowanym ciele długości od 3 do 3,7 mm. Głowę jego charakteryzuje czoło z parą głębokich, bocznych wklęśnięć i klinowato wystającą do przodu częścią środkową, zwieńczoną listewką. Przedplecze jest pośrodku zaopatrzone w stosunkowo głęboką i szeroką, podłużną bruzdę Odnóża są ubarwione czarno. Początkowe tergity odwłoka mają po cztery krótkie, podłużne listewki po bokach części nasadowych. Krótkie tylne stopy są niewiele dłuższe niż połowa goleni.
Owad w Europie rozprzestrzeniony od krajów śródziemnomorskich przez środkową Europę po południe Szwecji i Finlandii oraz Rosję. W Afryce znany z Maroka, Algierii i Tunezji, w Azji z Turcji, Iranu i Syberii Zachodniej, a w Ameryce z Kanady i Stanów Zjednoczonych. W Polsce odnotowany na nielicznych stanowiskach. Zasiedla torfowiska i pobrzeża wód o szlamowatym podłożu.